# Richard Hygons
Richard Hygons (1435 circa – Wells, 1509 circa) è stato un compositore inglese del primo rinascimento.
Anche se soltanto due delle sue composizioni sono giunte fino a noi, una di queste, un Salve Regina a cinque voci, ha attratto l'interesse dei musicologi per avere caratteristiche stilistiche molto strette con la musica composta in quell'epoca sul continente europeo.

## Biografia
Sembra che Hygons abbia compiuto l'intera sua carriera alla Cattedrale di Wells visto che non esistono documenti che attestino alcuna sua attività altrove. La sua prima menzione è del 1458 come vice maestro del coro e nel 1460 venne ordinato accolito. Fra il 1461 ed il 1462 fu uno dei cinque organisti della cattedrale di Wells. Un documento del 7 dicembre 1479 offre informazioni più dettagliate, rispetto a qualsiasi altro, sul suo impiego: gli fu data una casa da abitare, a titolo gratuito, vicino alla cattedrale e uno stipendio annuo di poco più di 96 scellini, per insegnare tutti gli aspetti della musica al coristi, ed inoltre avrebbe dovuto insegnare a suonare l'organo a chiunque avesse avuto il talento. La sua presenza era necessaria in certe messe, vespro e mattutino.
Nel 1487 ricevette un aumento sostanziale dello stipendio annuo e divenne il principale organista della cattedrale. Con 1507 la sua salute iniziò a declinare e venne nominato un sostituto (Richard Bramston) per aiutarlo a realizzare alcune delle sue funzioni. Era ancora vivo nel maggio 1508, quando venne assunto un altro assistente, ed egli morì a Wells, probabilmente nel 1509.

## Opere
Solo due delle sue composizioni ci sono note: un pezzo a due voci, Gaude virgo mater Christi, che compare su un foglio unico superstite di un libro corale della cattedrale di Wells (la stragrande maggioranza della musica del XV secolo e dell'inizio del XVI andò distrutta nella dissoluzione dei monasteri in Inghilterra ordinata da Enrico VIII) e il famoso Salve Reginadall'Eton Choirbook.
Il Salve Regina è unico tra la musica inglese del periodo ad essere costruito su un cantus firmus, tratto dal melisma sulla parola "caput" tratto dall'antifona Venit ad Petrum, è lo stesso presente in tre precedenti messe di compositori come Jacob Obrecht, Johannes Ockeghem e un compositore anonimo, una volta ritenuto essere Guillaume Dufay. Recenti ricerche hanno suggerito che questa messa era in realtà di uno sconosciuto compositore inglese attivo nei primi anni del XV secolo e costituirebbe l'originale dalla quale vennero poi tratte le tre messe di cui si detto innanzi. Il Salve Regina, essendo basato su una antifona votiva per il Giovedì santo, era probabilmente destinata ad essere cantata in quel giorno.
Le difficoltà del pezzo, la complessità di scrittura e la perizia presenti nel Salve Regina hanno portato a pensare che il livello della musica nella Cattedrale di Wells fosse di primaria importanza e che quello fosse uno dei maggiori centri musicali della zona del Canale della Manica.